# Osama pozorišnog leptira
„Osama pozorišnog leptira“ je televizijski esej posvećen poeziji srpskog pozorišnog kritičara i esejiste Miroslava-Buce Mirkovića. Reditelj ovog TV eseja je Slobodan Ž. Jovanović, i snimljena je u proizvodnji Radio-televizije Srbije, 2001. godine. Vreme trajanja je 30 minuta.
I ako poznat po pesmama posvećenim glumcima, ovim TV esejem dat je uvid u romantičnu poeziju Miroslava-Buce Mirkovića. Okruženi apokaliptičnim scenama, glumci Jadranka Nanić Jovanović i Boris Komnenić stihovima traže spas i nalaze ga u tišini pozorišta kome je i sam pesnik, kao jedan od najpoznatijih pozorišnih teoretičara i kritičara, posvetio čitav svoj život.

## Autorska ekipa
- Reditelj Slobodan Ž. Jovanović
- Dir. fotografije  Života Neimarević

## Učestvuju
- Jadranka Nanić Jovanović
- Boris Komnenić